# Ангел Христов (предприемач)
Вижте пояснителната страница за други личности с името Ангел Христов.
Ангел Христов Христов е български престъпник и бизнесмен от Дупница. Заедно с Пламен Галев са наричани „Братя Галеви“, без да имат кръвна връзка. Приживе е издирван от Интерпол. 

## Биография
Роден е на 14 януари 1969 г. в Сандански.
Работи в Специализирания отряд за борба с тероризма в София. Там се засича с Пламен Галев. Взводен командир на двамата е арестуваният през 2010 г. Алексей Петров, подсъдим по делото „Октопод“.
Галев и Христов напускат отряда на баретите със скандал в средата на 90-те. След това Пламен Галев става оперативен работник в ГДБОП, а Ангел Христов е назначен също като разузнавач в звеното на службата в Кюстендил. Галев напуска МВР през 1997 г., а Христов през 1998 г.
През 2000 г. се установяват в дупнишкото с. Ресилово. Там изграждат огромна резиденция. По това време са регистрирали първата си фирма за транспорт по суша, въздух и море.
Освен две офшорки Пламен Галев и Ангел Христов са собственици и управители на още няколко фирми. Започват съдружие с няколко фирми, контролирани от Васил Божков. Предметът на дейност е пътно строителство. Техни приближени участват в управлението на няколко подобни структури, сред които „Автомагистрала Струма“ АД и „Пътища Самоков“ ДЗЗД. Покрай Васил Божков се сдружават с Таки и Феодор Феодоров – Голямата Федка от Перник. Точно една от фирмите им с последния става обект на данъчна проверка след ареста на Пламен Галев през 2008 година. Започват да ровят в документацията на дружеството и начисляват ДДС за довнасяне в размер на 70 хиляди лева. С Таки и Федката Галеви имат обща фирма „Югозападна инвестиционна компания“. С нея участват в „Спортни съоръжения и системи“ заедно с бившия банкер и настоящ бизнесмен Георги Попов. Името на компанията се свързва със скандал за спорен имот. В „Инфра асет мениджмънт“ Галеви са партньори отново с пернишкия бизнесмен Феодор Феодоров. Срещу управителя на дружеството Веселин Пейчев има обвинение, че е укрил корпоративен данък от 600 хил. лева.
През 2009 г. регистрират няколко общи фирми с Христофорос Аманатидис – Таки.
В края на 2008 г. в предаването „Тази сутрин“ на Би Ти Ви Ангел Христов нарича „идиоти“ общинските съветници от Атака Методи Стойнев и Милен Попов и бившия кмет на Дупница от БСП Първан Дангов. Впоследствие Пламен Галев се солидаризира с Христов по този въпрос в местна телевизия. Общинските съветници завеждат дело и през декември 2011 осъждат Братя Галеви да им заплатят 8000 лв. за обидата.
Ангел Христов е арестуван през януари 2009 г. след разпит в Националната следствена служба. През 2009 г. е заведено дело срещу него за извличане на облаги чрез внушаване на страх. През 2009 г. Галев е кандидат за депутат и е пуснат под гаранция от 50 000 лева. През 2010 г. Окръжният съд в Кюстендил го оправдава. През юли 2011 г. е признат за виновен за организиране на престъпна група от Софийския апелативен съд и е осъден на пет години затвор. През декември същата година Върховният касационен съд започва разглеждането на делото.  Неговото решение е произнесено през май 2012 г. – състав на ВКС с председател съдия Савка Стоянова намалява присъдата на Пламен Галев на четири години, които той трябва да изтърпи в затворническо общежитие от открит тип при общ режим.
Пламен Галев и Ангел Христов изчезват преди да влязат в затворническото общежитие и са обявени за международно издирване с червена бюлетина от Интерпол. През декември 2015 г. ключов свидетел по делото срещу тях е открит мъртъв.
На 3 юни 2023 г. медиите съобщават, че е починал внезапно в имението си в с. Ресилово, което още през 2021 г. е конфискувано със съдебно решение. Разследва се как е влязъл в България, причината за смъртта и дали тялото е на Ангел Христов.